# Чеховини
Чеховини (словен. Čehovini) — поселення в общині Комен, Регіон Обално-крашка, Словенія. Висота над рівнем моря: 166,1 м.